# Cymodoce picta
Cymodoce picta là một loài chân đều trong họ Sphaeromatidae. Loài này được Brocchi miêu tả khoa học năm 1875.